# Internationale luchthaven van Wuhan Tianhe
De internationale luchthaven van Wuhan Tianhe (vereenvoudigd Chinees:武汉天河国际机场, traditioneel Chinees: 武漢天河國際機場, pinyin: Wǔhàn Tiānhé Guójì Jīchǎng, Engels: Wuhan Tianhe International Airport) is de belangrijkste luchthaven van Wuhan en het op twaalf na belangrijkste en grootste vliegveld van de China. Het vliegveld ligt 26 kilometer ten noorden van het stadscentrum.
De luchthaven was de uitvalsbasis van de voormalige maatschappijen East Star Airlines en Wuhan Airlines. Het vliegveld is een belangrijke hub voor Air China, China Eastern Airlines en China Southern Airlines. In 2014 waren er ruim 17 miljoen reizigers.
De luchthaven is middels lijn 2 van de metro van Wuhan rechtstreeks met het stadscentrum verbonden.